# Эстафетное плавание

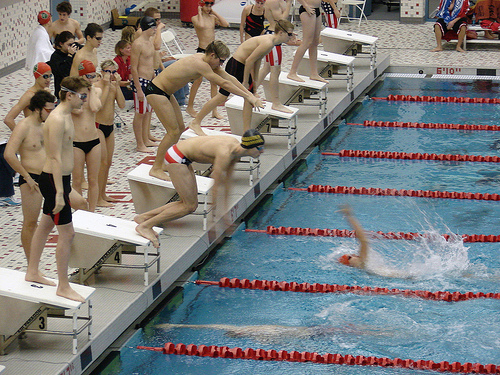
Пловцы готовятся к передаче эстафеты во время заплыва

Эстафета в плавании — командное соревнование в плавании, в котором несколько спортсменов поочередно проплывают определённую дистанцию и передают эстафету следующему участнику. Эстафетные заплывы входят в программу Олимпийских игр, чемпионатов мира и других международных турниров. Помимо бассейновых дисциплин, существуют эстафеты в плавании на открытой воде.

## История
Эстафетные заплывы впервые вошли в олимпийскую программу на Играх 1908 года в Лондоне. Первая официальная дисциплина — 4×200 метров вольным стилем среди мужчин. В 1912 году аналогичная эстафета появилась у женщин. Впоследствии программа соревнований расширялась, включив комбинированные эстафеты и смешанные команды.
Регистрация мировых рекордов FINA на короткой дистанции 4×50 м началась значительно позже. Первые официальные мировые рекорды в этой дисциплине были признаны Международной федерацией плавания только в 2014 году, что связано с тем, что короткие эстафеты долгое время не входили в программу крупных международных соревнований.

## Виды эстафет
Существует несколько основных видов эстафетных заплывов:

### Эстафета вольным стилем
В этой дисциплине все участники плывут вольным стилем. Наиболее распространённые дистанции:
- 4×100 м (мужчины, женщины, смешанные);
- 4×200 м (мужчины, женщины);
- 4×50 м (на короткой воде).

### Комбинированная эстафета
Каждый участник команды преодолевает свою дистанцию одним из четырёх стилей в следующем порядке:
1. на спине;
2. брасс;
3. баттерфляй;
4. вольный стиль.

На Олимпийских играх и чемпионатах мира проводятся комбинированные эстафеты 4×100 м.

### Смешанные эстафеты
Смешанные эстафеты появились в официальной программе ЧМ-2015 и ОИ-2020. В команде участвуют два мужчины и две женщины. Возможны вариации стилей:
- 4×100 м вольным стилем;
- 4×100 м комбинированная.

### Эстафеты на открытой воде
Эстафеты проводятся и на открытой воде. На крупных международных турнирах, таких как чемпионаты мира FINA, наиболее распространённой является эстафета 4×1250 метров. В этой дисциплине каждая команда состоит из четырёх пловцов, которые поочерёдно преодолевают дистанцию в 1250 м. В смешанных эстафетах участвуют по два мужчины и две женщины.

## Правила соревнований
Согласно регламенту World Aquatics, эстафетные заплывы проводятся по следующим правилам:
- В команде должно быть ровно четыре участника.
- Передача эстафеты осуществляется касанием стенки бассейна.
- Новый участник может стартовать только после касания предыдущего.
- Досрочный старт, нарушение стиля или фальстарт ведут к дисквалификации.

Дополнительно, FINA разрешает регистрацию мировых рекордов пловцов, плывущих первый этап эстафеты, если их результат соответствует требованиям к мировому рекорду. Это правило действует для всех эстафет, кроме смешанных.

## Тактика и стратегия
При формировании эстафетной команды учитываются следующие тактические аспекты:
- **Сильный старт** — первый пловец задаёт темп.
- **Средняя часть** — удержание лидерства.
- **Финишер** — лучший спринтер завершает заплыв.

Правильное распределение сил внутри команды и слаженная передача эстафеты играют решающую роль.

## Рекорды
Последнее обновление после Чемпионата мира на короткой воде 2024
Наиболее титулованными командами в эстафетных дисциплинах являются:
- Сборная США — действующий обладатель 5-ти олимпийских рекордов и 9-ти мировых рекордов в эстафетном плавании.
- Сборная Австралии — действующий обладатель 2-х олимпийских рекордов 4-х мировых рекордов в эстафетном плавании.

## Эстафеты на Олимпийских играх
На Олимпийских играх представлены следующие виды эстафет:
- 4×100 м вольный стиль (мужчины, женщины, смешанная)
- 4×200 м вольный стиль (мужчины, женщины)
- 4×100 м комбинированная (мужчины, женщины, смешанная)